# Veľký Kamenec
Veľký Kamenec este o comună slovacă, aflată în districtul Trebišov din regiunea Košice. Localitatea se află la altitudinea de 123 m deasupra n.m., se întinde pe o suprafață de 12,72 km2 și în 2017 număra 775 de locuitori.

## Istoric
Localitatea Veľký Kamenec este atestată documentar din 1280.

## Demografie
| An:                | 1994 | 2004   | 2014   | 2024    |
| ------------------ | ---- | ------ | ------ | ------- |
| Număr de persoane: | 886  | 838    | 797    | 693     |
| Diferență:         |      | −5,41% | −4,89% | −13,04% |

| An:                | 2023 | 2024   |
| ------------------ | ---- | ------ |
| Număr de persoane: | 708  | 693    |
| Diferență:         |      | −2,11% |